# Theba pisana
Theba pisana es una especie de gasterópodo terrestre de la familia Helicidae muy común en la península ibérica. Como especie nativa, es propia de Europa occidental y de África del Norte, pero ha sido introducida en diversas partes del mundo, como Estados Unidos, Australia y América del Sur, donde puede llegar a ser una temible plaga para la agricultura.

## Características
La concha de Theba pisana es subglobosa, su hélice es poco elevada y tiene 5,5 a 6 vueltas. Es de tamaño medio, con 12-15 mm de diámetro (raramente hasta 25 mm) y 9 a 12 mm de altura (raramente 20 mm). El ombligo es estrecho y está casi totalmente cerrado por una expansión de la columela. La abertura tiene forma de media luna y el labio es agudo y no recurvado hacia arriba. La superficie de la concha posee una fina reticulación.
La coloración es muy variable; el color de fondo de la concha es casi siempre blanco marfil (raramente rosado) y presenta a menudo diversas bandas espirales estrechas de color marrón más o menos oscuro, que pueden ser continuas o formadas por puntos. Por tanto, pueden presentarse tres fenotipos básicos: sin bandas, con bandas y con puntos.

## Especies similares
Theba pisana puede confundirse con facilidad con Cernuella virgata y Xerosecta cespitum, especies con las que llega a convivir sobre la misma planta, pero estas dos últimas especies tienen un ombligo descubierto.

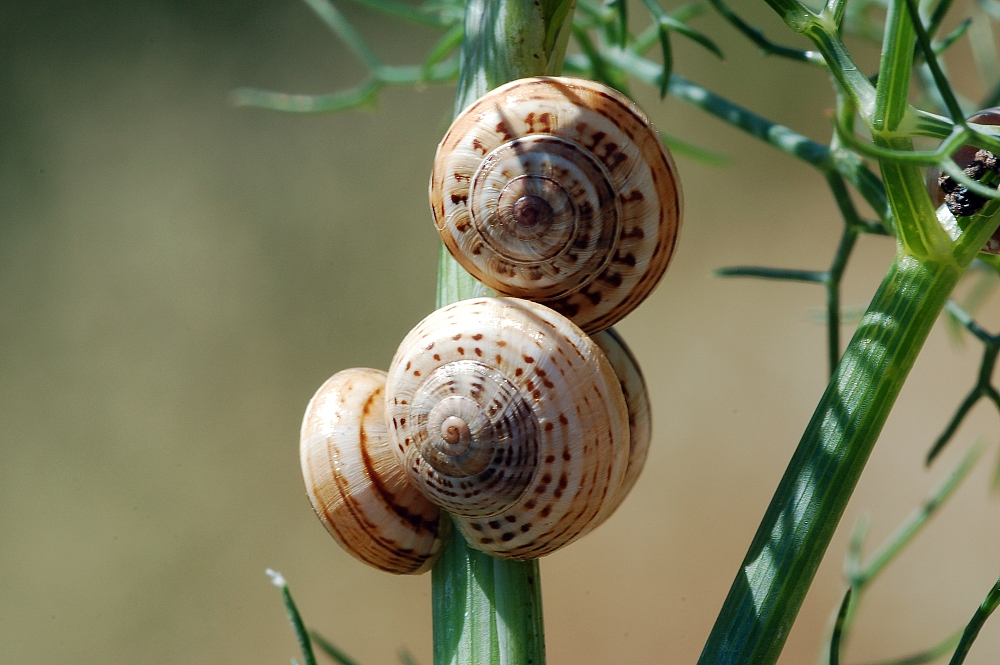
Theba pisana en la naturaleza
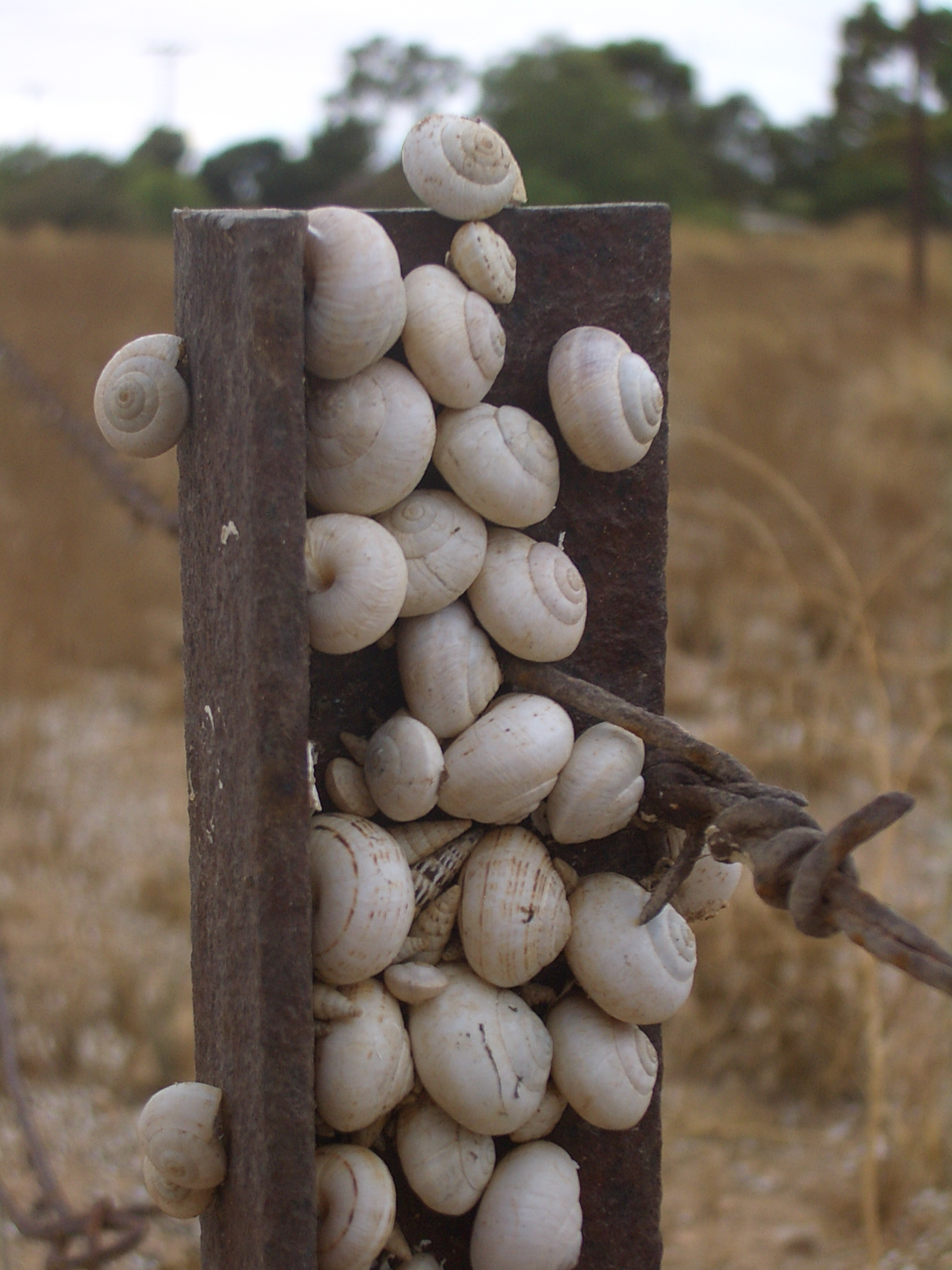
Theba pisana sobre una valla en Australia
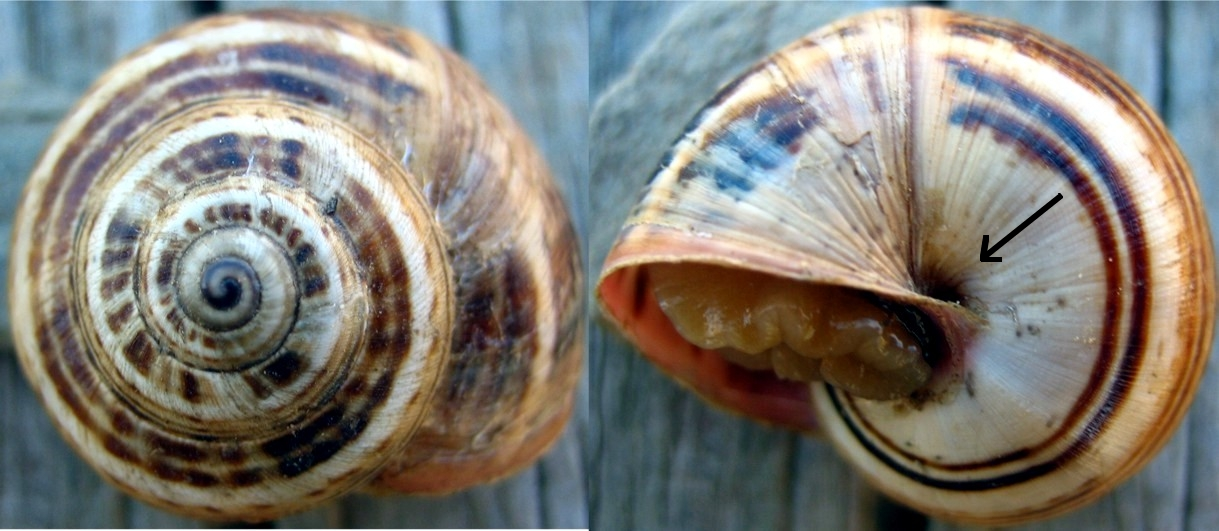
Theba pisana con su característico ombligo casi cerrado
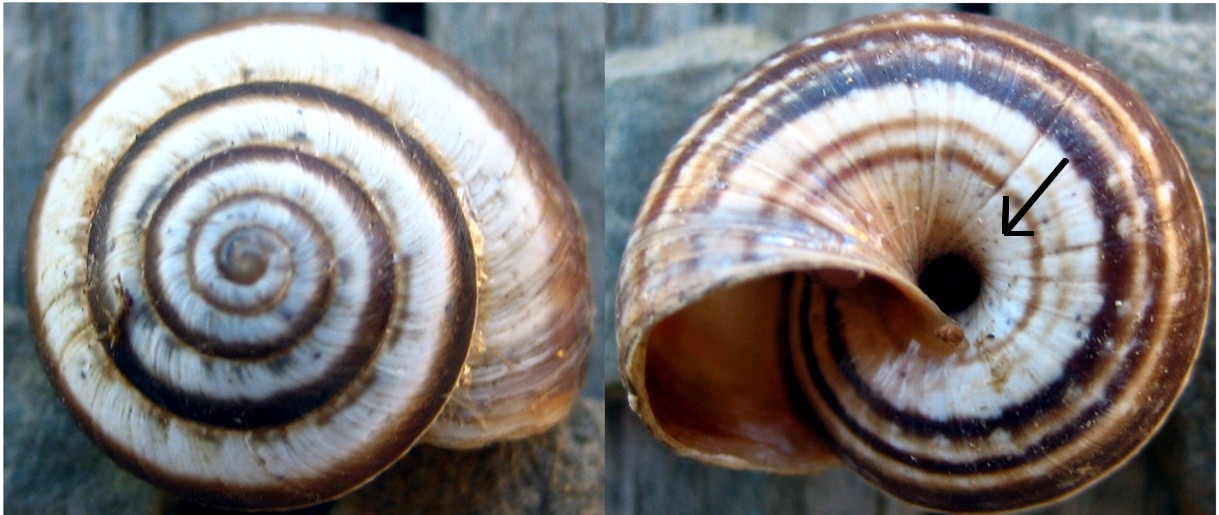
Cernuella virgata, con el ombligo totalmente descubierto

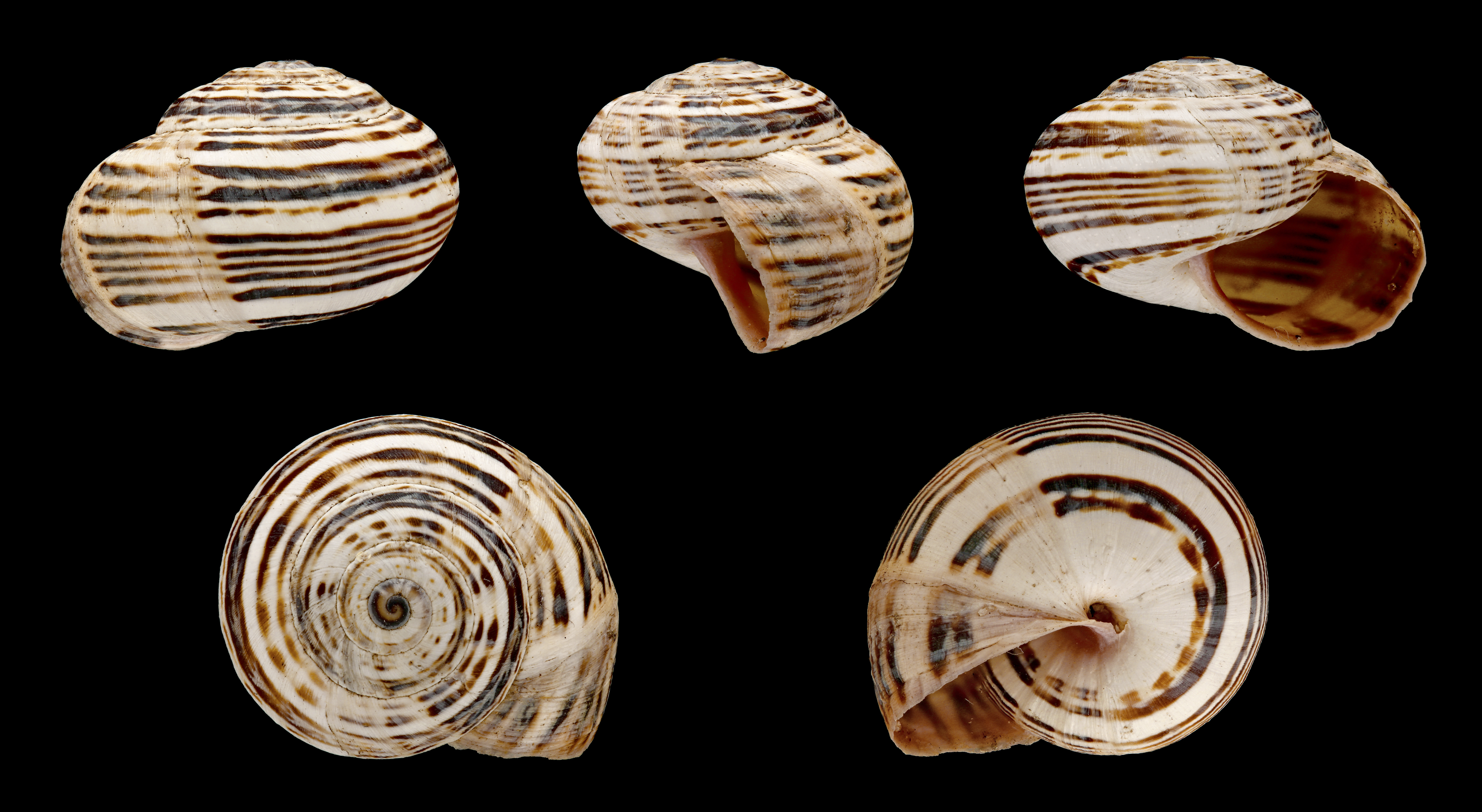
Theba pisana pisana
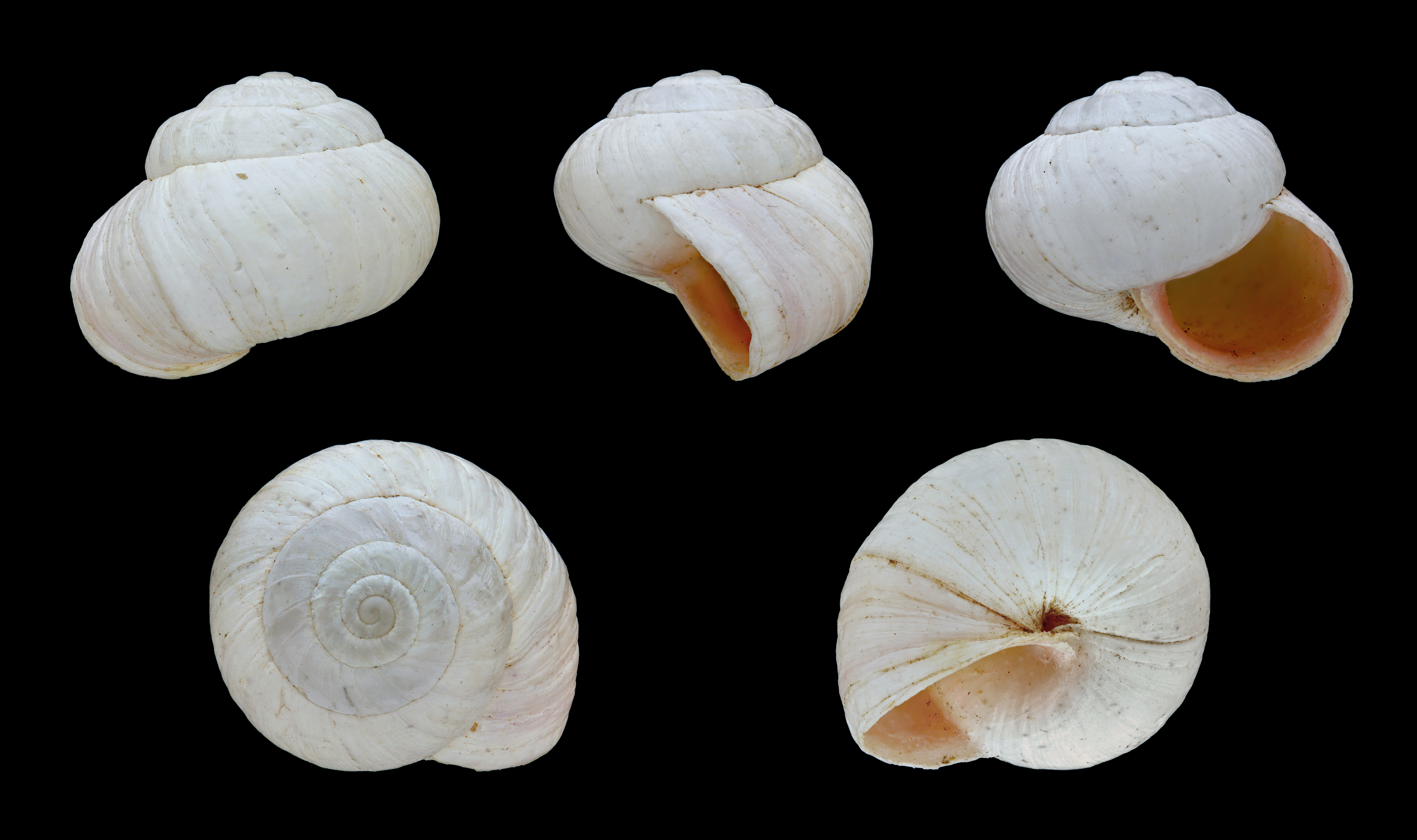
Theba pisana pisana
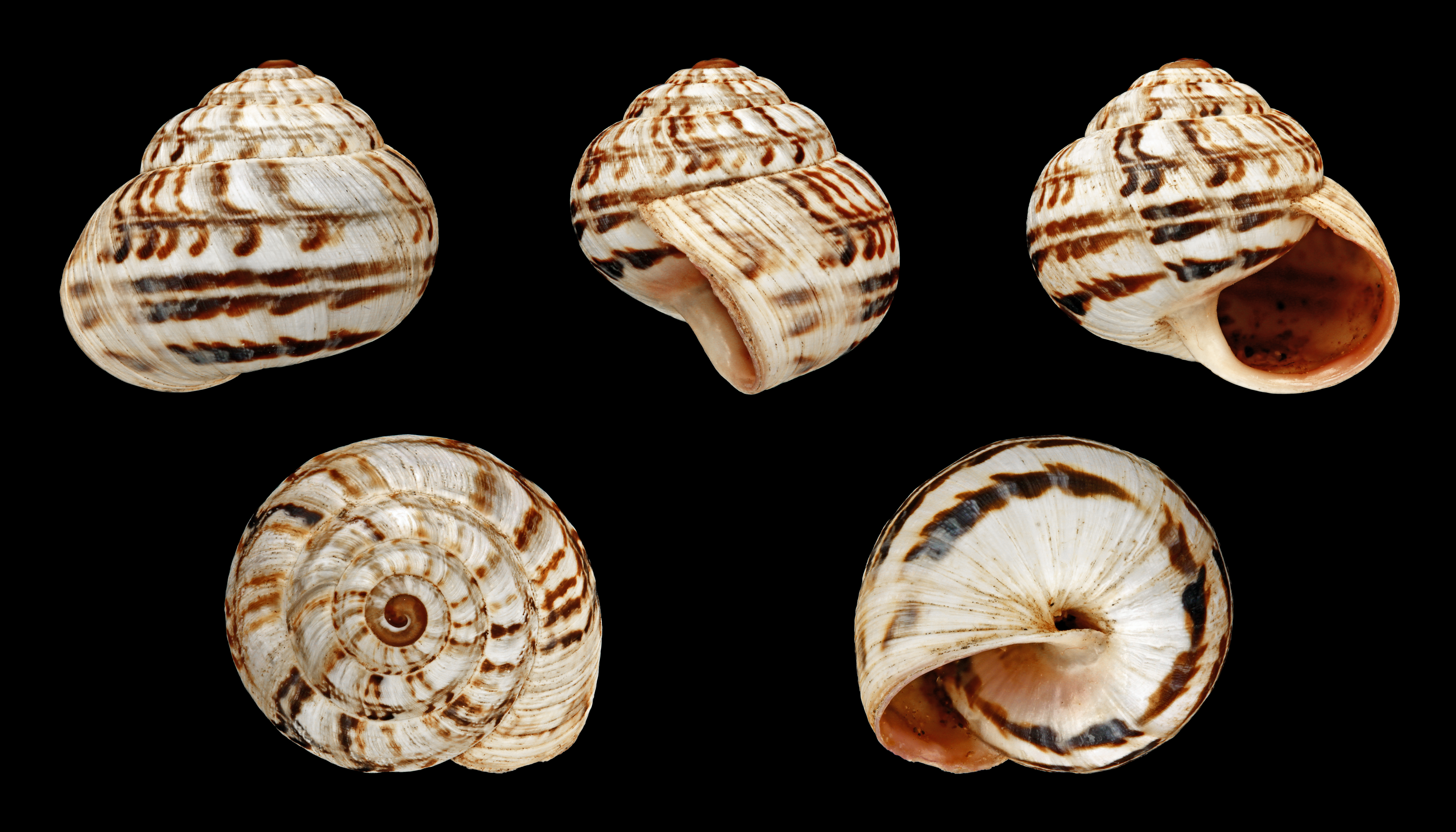
Theba pisana ampullacea
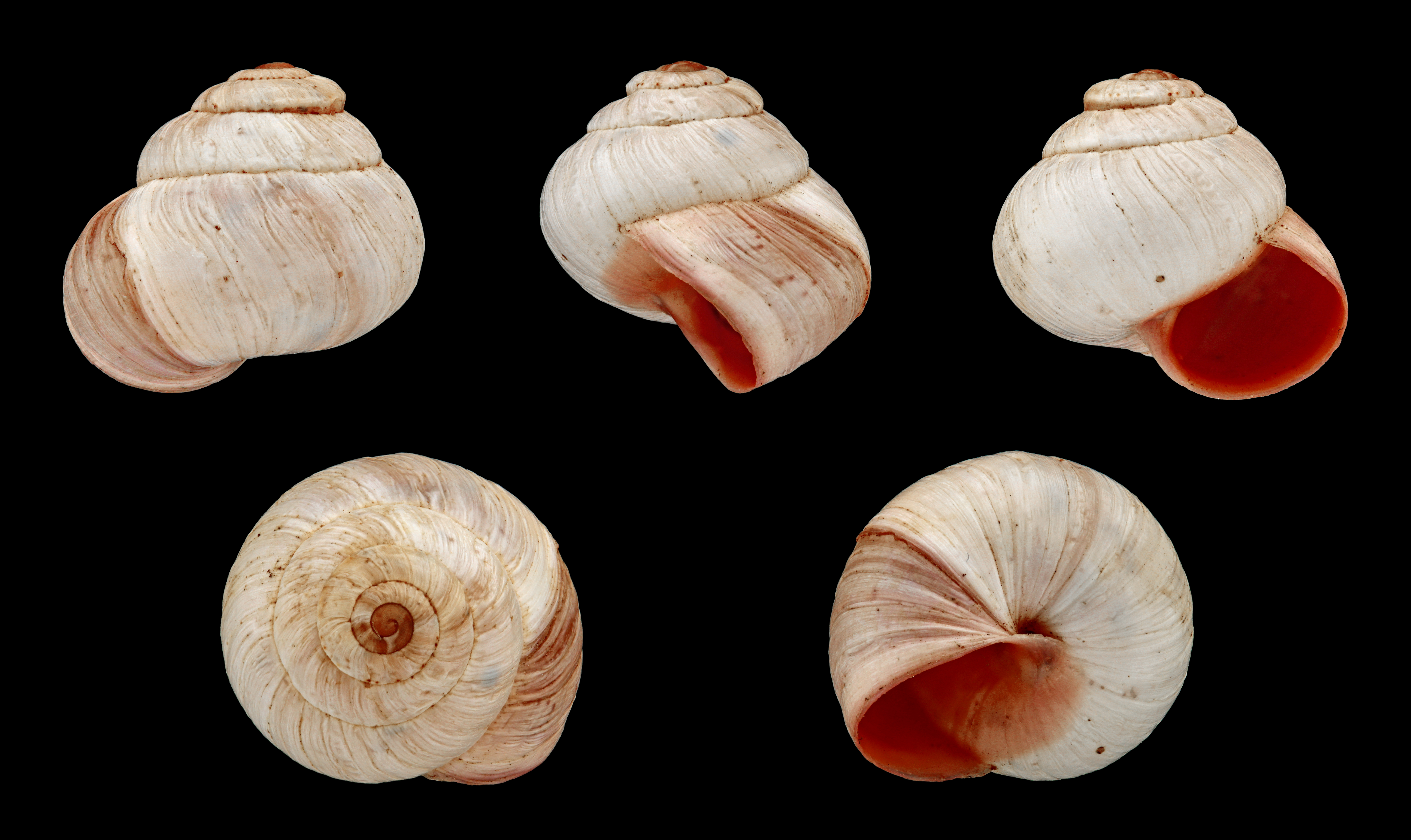
Theba pisana ampullacea
Theba pisana carpiensis
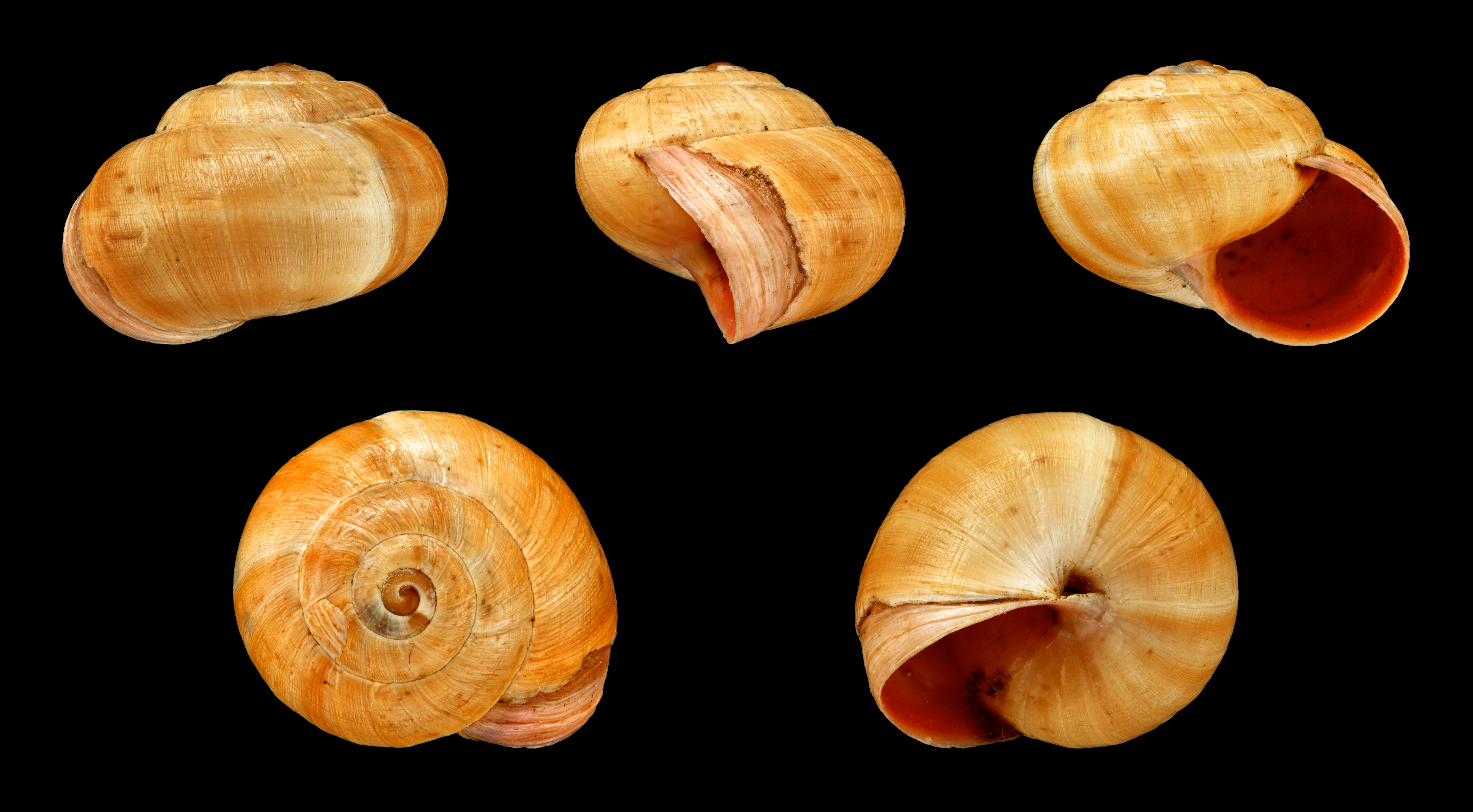
Theba pisana concolor
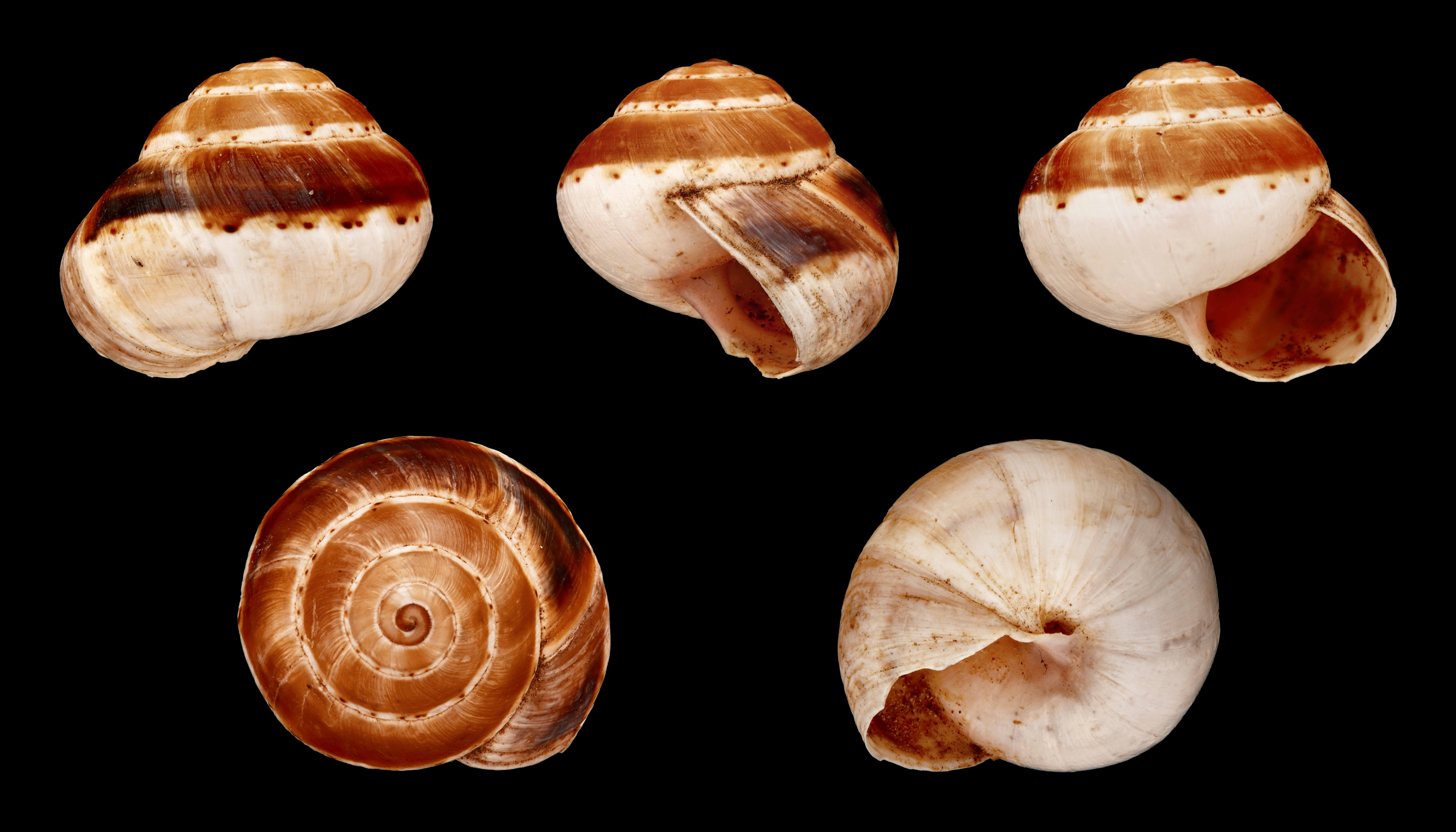
Theba pisana dermoi
Theba pisana fauxrosea
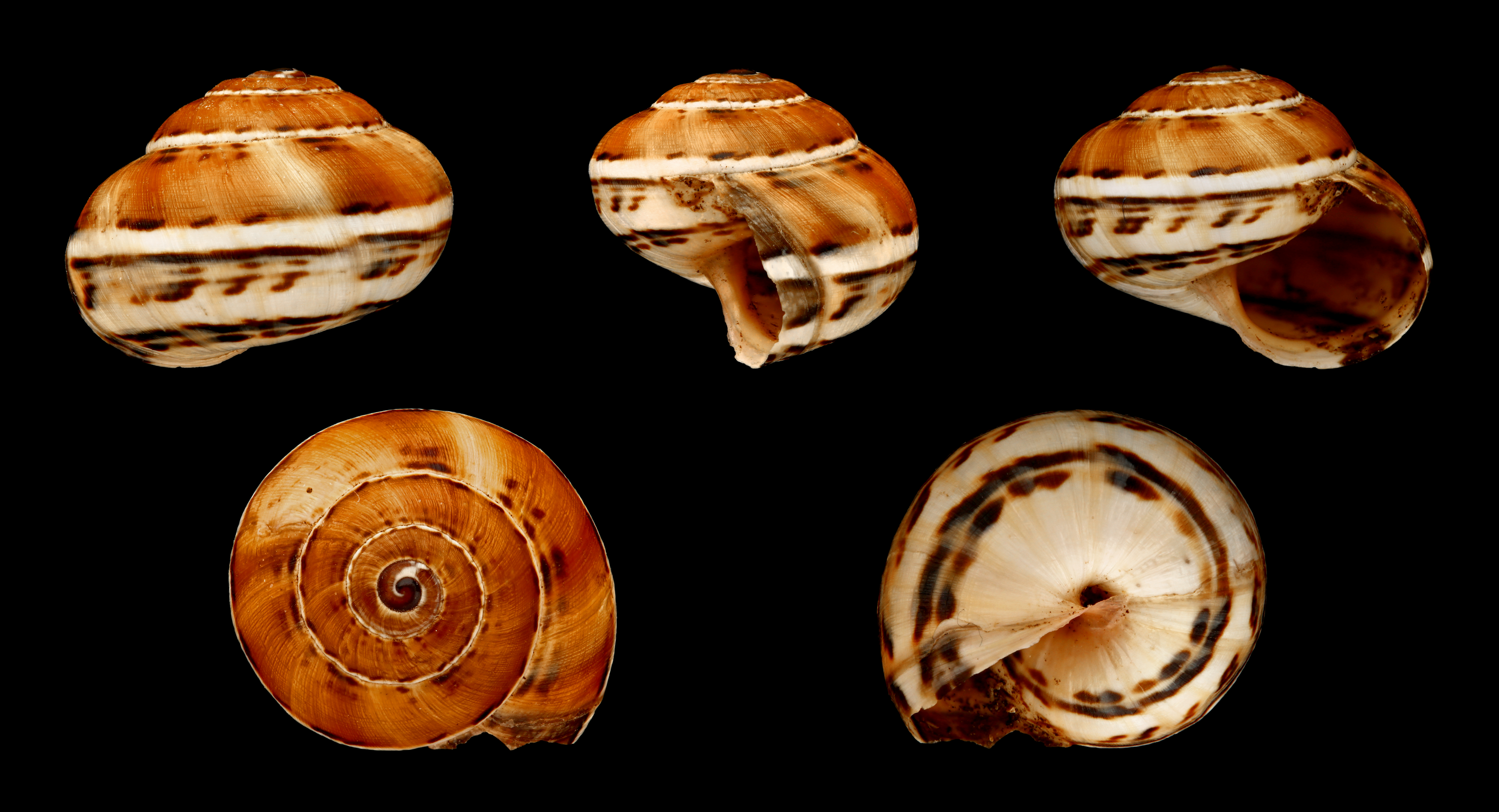
Theba pisana ferruginea
Theba pisana lineolata
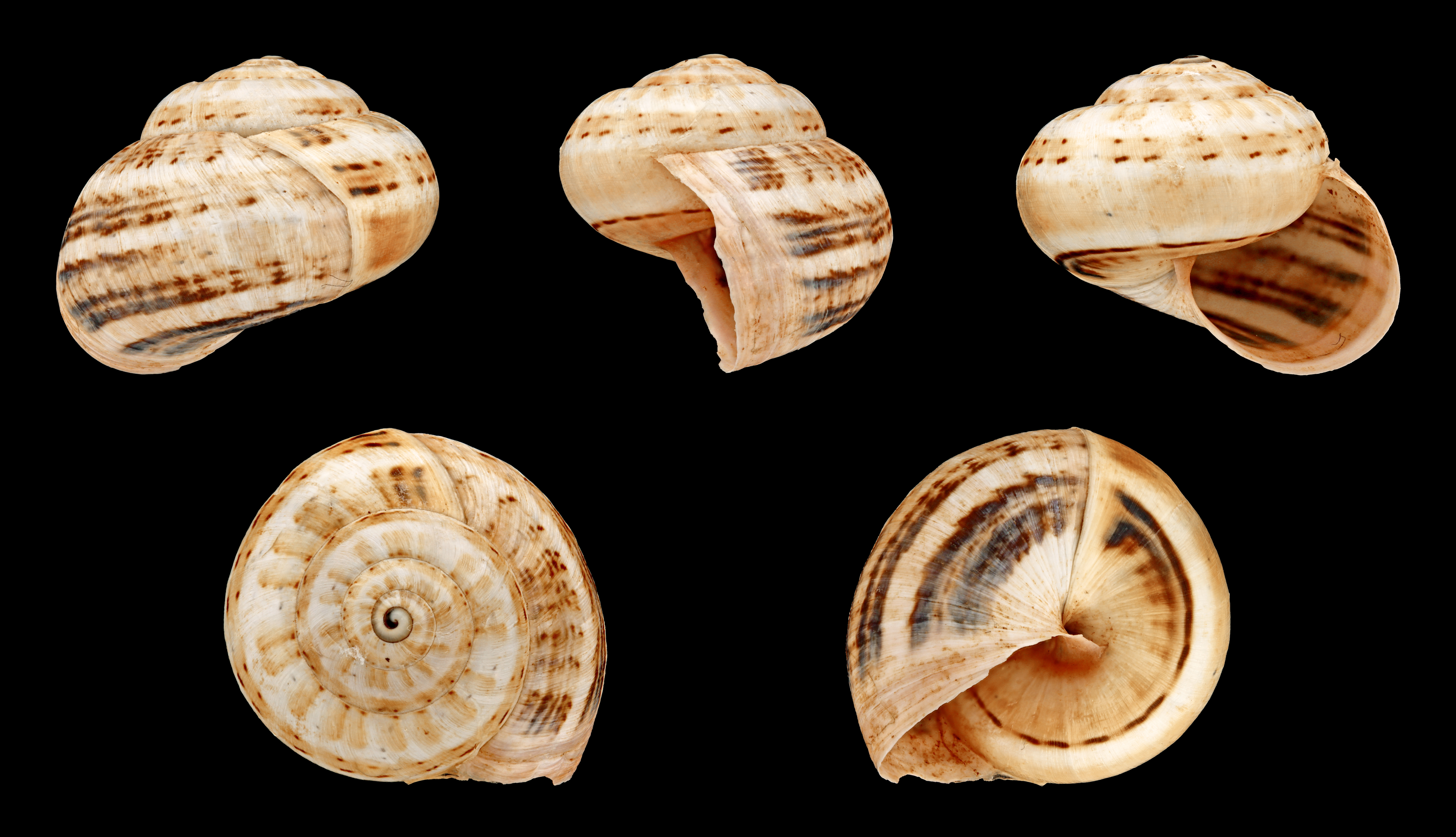
Theba pisana major
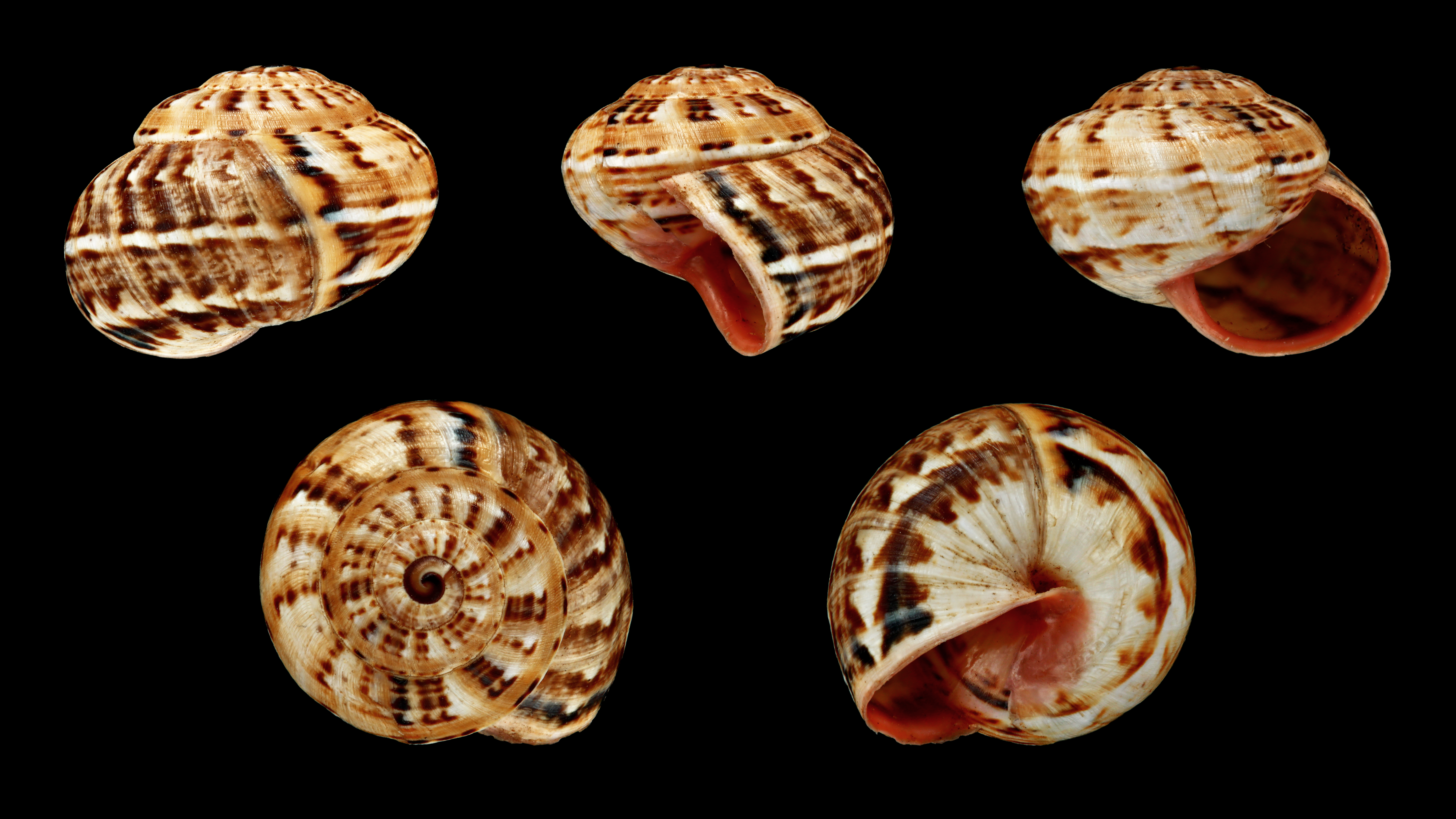
Theba pisana minor
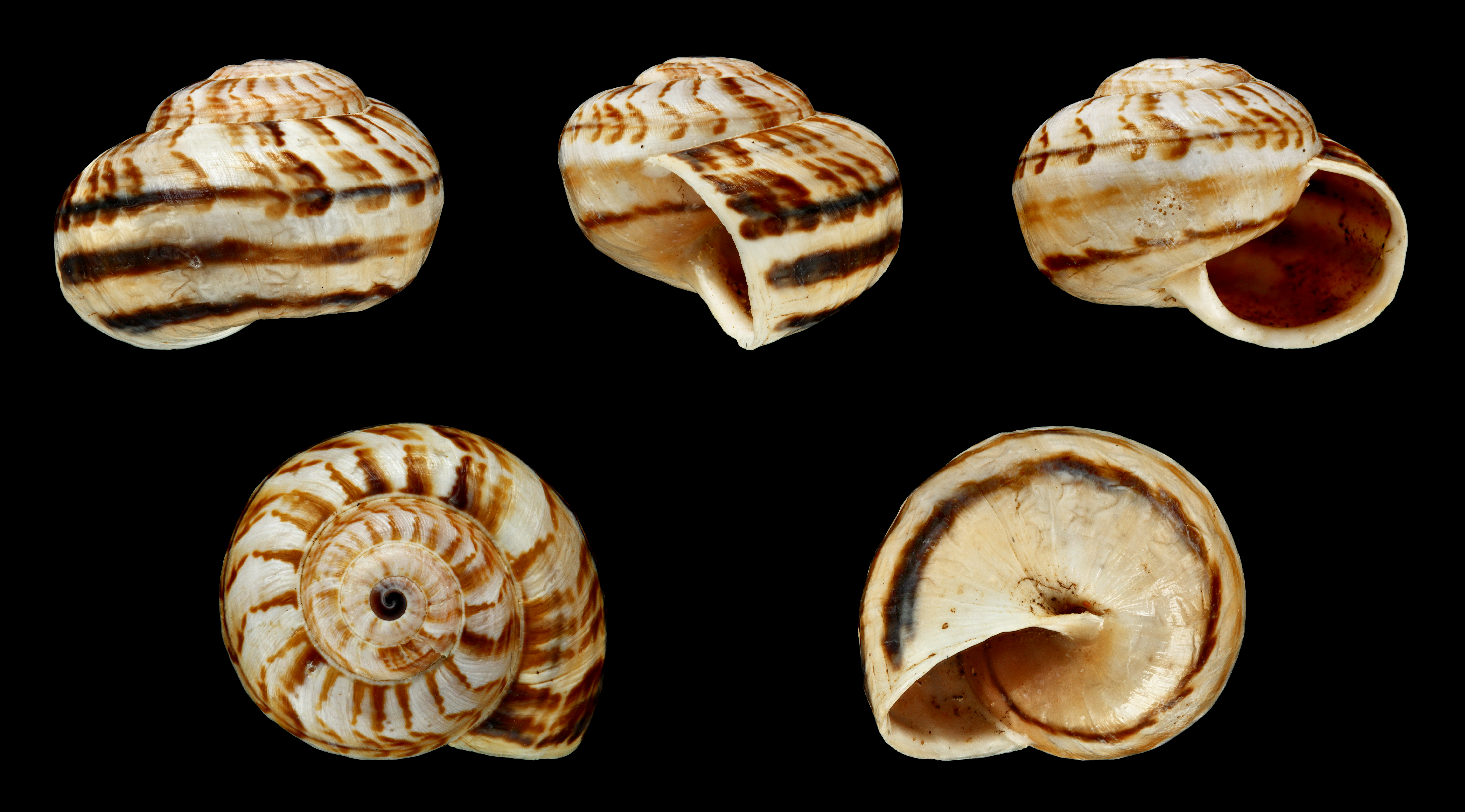
Theba pisana musica
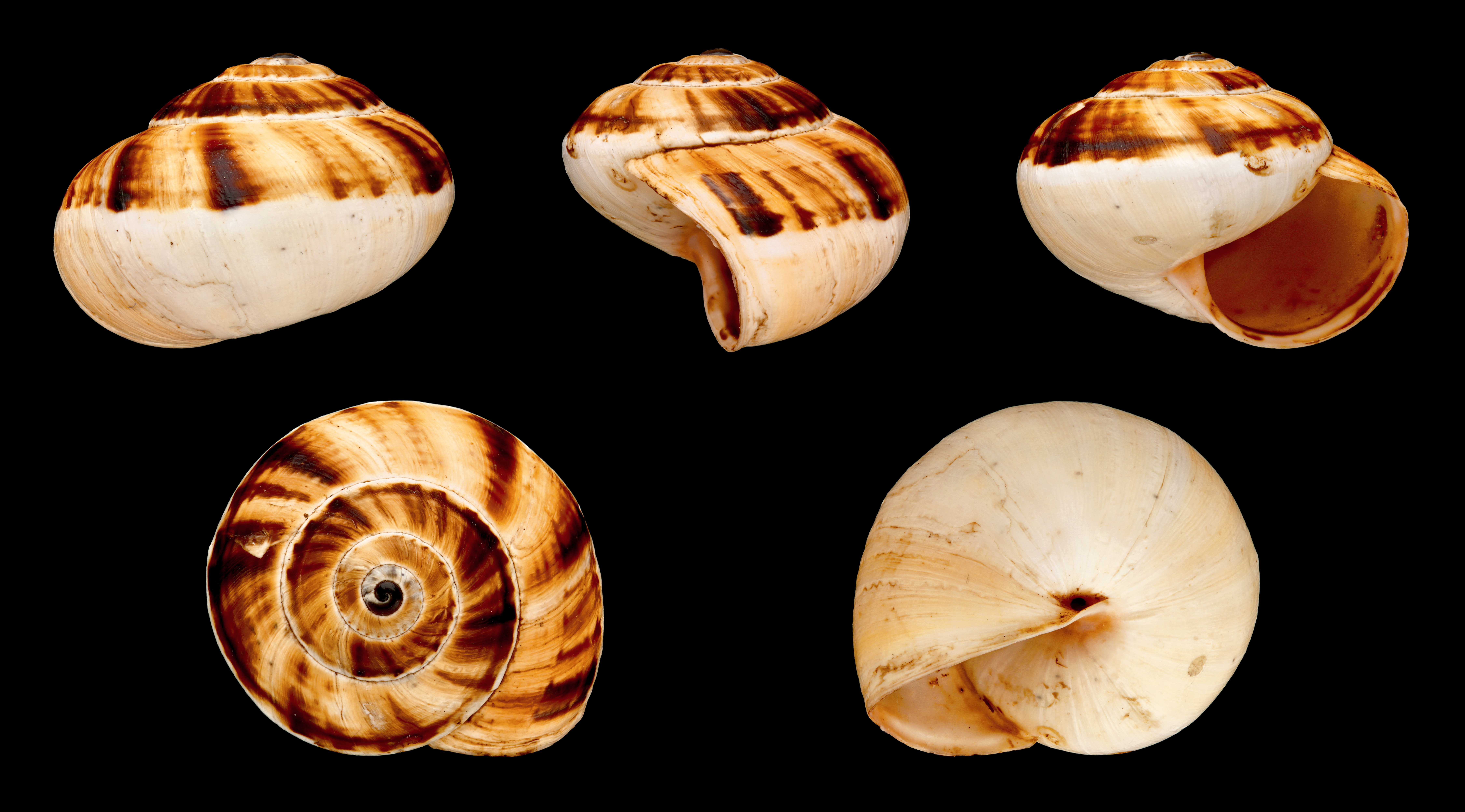
Theba pisana semifulva
Theba pisana sertum

## Subespecies
Se reconocen tres subespecies de Theba pisana:
- Th. pisana almogravensis[5]
- Th. pisana pisana, la especie típica, distribuida por Europa occidental y meridional.
- Th. pisana arietina, un endemismo de la sierra de San Cristóbal, entre los términos municipales de Jerez de la Frontera y El Puerto de Santa María (provincia de Cádiz).[6]

## Biología y ecología

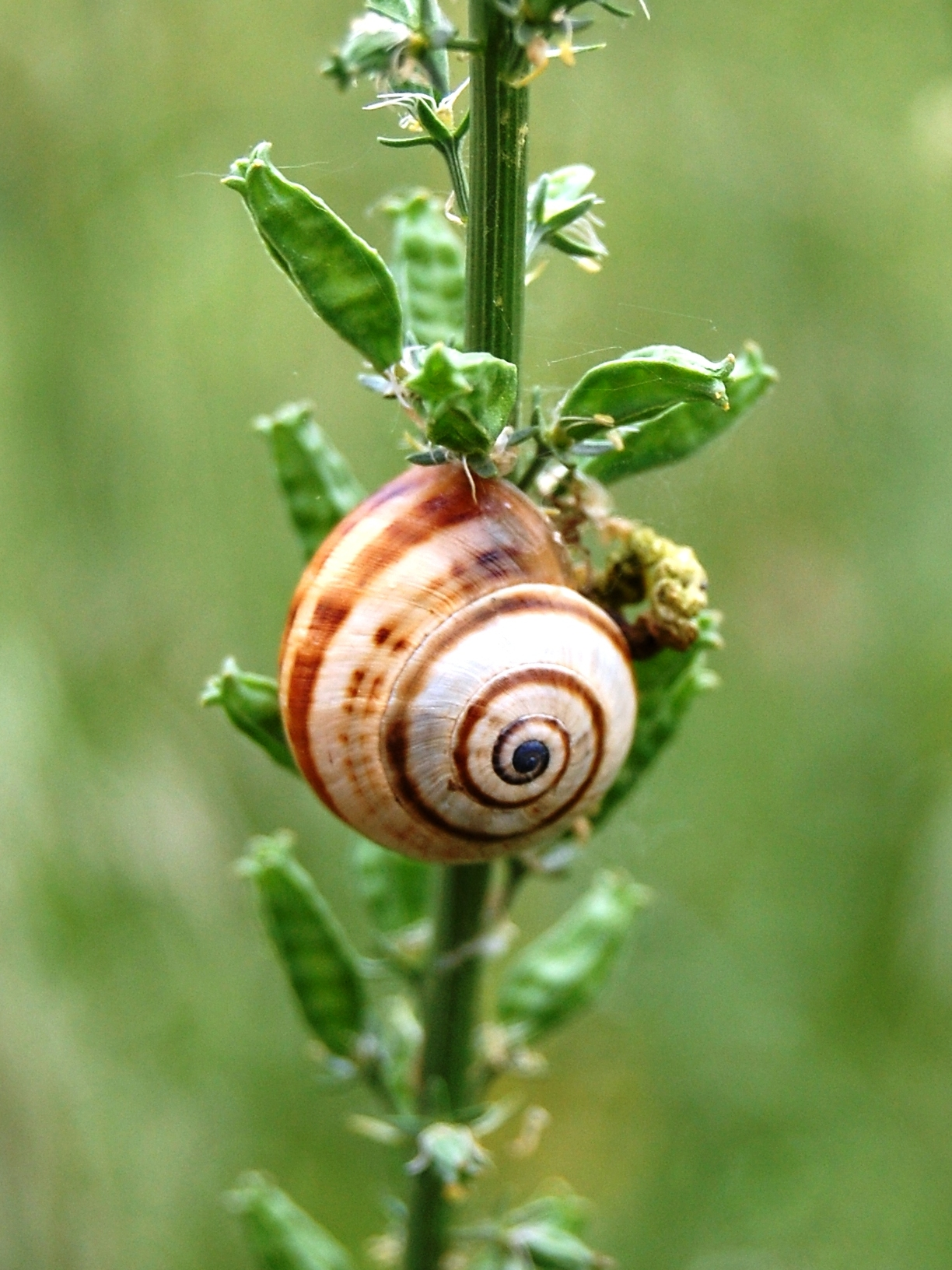
Theba pisana

Como los demás helícidos, Theba pisana es hermafrodita, pero necesita fecundación cruzada, es decir, necesita aparearse con otro individuo. Los huevos son depositados varios centímetros bajo el suelo.
Se alimenta de una gran variedad de hojas de arbustos y árboles, incluyendo Citrus; Mead informa de su gran densidad en California (3000 individuos por árbol), lo que hacen de esta especie una temible plaga.
A diferencia de otros gasterópodos terrestres, que estivan refugiados, Theba pisana estiva en el exterior sobre superficies verticales como árboles, tallos, vallas, etc.; tiene costumbres gregarias y, en la zona mediterránea, es muy abundante sobre hinojo y otros plantas de mediano porte, donde a menudo convive sobre el mismo vegetal con Cernuella virgata. Puede sobrevivir muchos días en condiciones desfavorables ya que puede segregar una tapadera de mucus seco que sella su apertura; ello le ha permitido colonizar muchas partes del mundo, transportada por el comercio humano. Una vez establecida, es capaz de producir importantes explosiones demográficas que invaden el territorio.

## Distribución
Como especie nativa, Theba pisana es propia de Europa Occidental, desde las islas británicas, Holanda, Bélgica y Francia hasta la zona mediterránea, incluyendo las principales islas, donde se extiende desde la península ibérica a la península balcánica, y el norte de África. Como especie no nativa, ha sido introducida en diversas partes del mundo debido al comercio. Theba pisana ha sido registrada en Argentina, Venezuela, Brasil, Trinidad y Tobago y Uruguay.

## Gastronomía
Theba pisana es una especie comestible bastante apreciada en España, sobre todo en Andalucía; se consume, junto con Cernuella virgata, como tapa en los bares, donde son conocidos como 'caracoles chicos'.